# Zuid-Midden-Timor
Het regentschap Zuid-Midden-Timor (ID: Timor Tengah Selatan) ligt op West-Timor, provincie Oost-Nusa Tenggara, Indonesië.

## Geografie
Het regentschap Zuid-Midden-Timor omvat de volgende 32 districten: Amanatun Selatan, Amanatun Utara, Amanuban Barat, Amanuban Selatan, Amanuban Tengah, Amanuban Timur, Batu Putih, Boking, Fatukopa, Fatumnasi, Fautmolo, Kie, Kokbaun, Kolbano, Kota Soë, Kot ’Olin, Kualin, Kuan Fatu, Kuatnana, Mollo Barat, Mollo Selatan, Mollo Tengah, Mollo Utara, Noebana, Noebeba, Nunbena, Nunkolo, Oenino, Polen, Santian, Tobu, Toianas.
De hoofdstad is Soë. In het westen grenst het regentschap aan het regentschap Kupang, in het noorden aan het regentschap Noord-Midden-Timor, in het oosten aan het regentschap Malaka en in het zuiden aan de Timor Zee. De oppervlakte van Zuid-Midden-Timor bedraagt 3.956 km². In het noordwesten ligt de hoogste berg van West-Timor, de Mutis, met een hoogte van 2427 meter.

## Demografie
Er wonen 469.588 mensen in Zuid-Midden-Timor en de dichtheid is 119 inw./km². Opgave: 2020. Het regentschap telt 32 districten en in totaal 278 dorpen & subdistricten. Het percentage protestant bedraagt 88,8 %. De verdere percentages zijn: 8,9 % katholiek, 2,2 % moslim, 0,05 % hindu en 0,06 % overigen.

## Geschiedenis
Het regentschap Zuid-Midden-Timor werd in 1959 uit de traditionele rijken Molo, Amanatun en Amanuban gevormd.

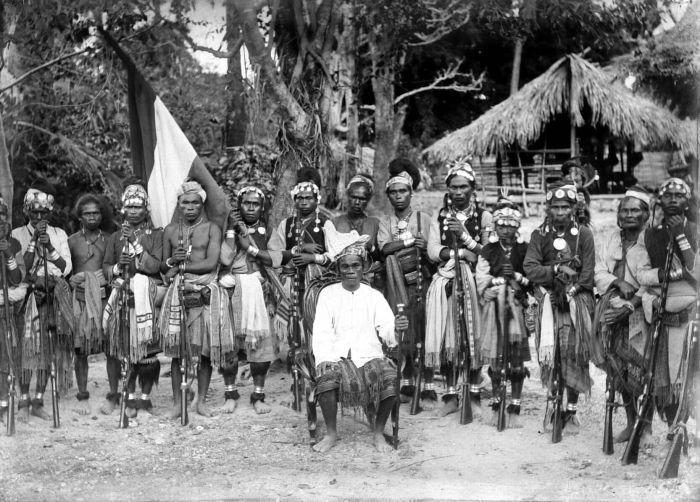
Het hoofd van Mollo met zijn gevolg op bezoek bij de posthouder.
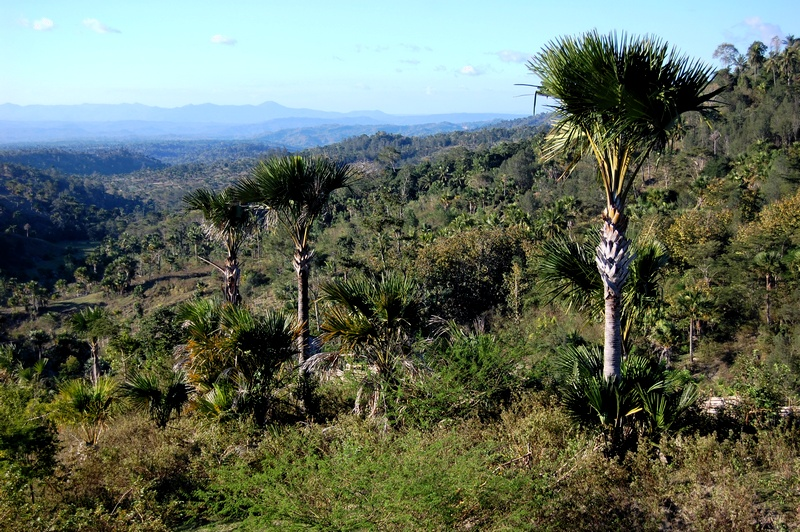
Bergachtig savannegebied met Corypha Utan palmbomen, district Amanatun Utara.
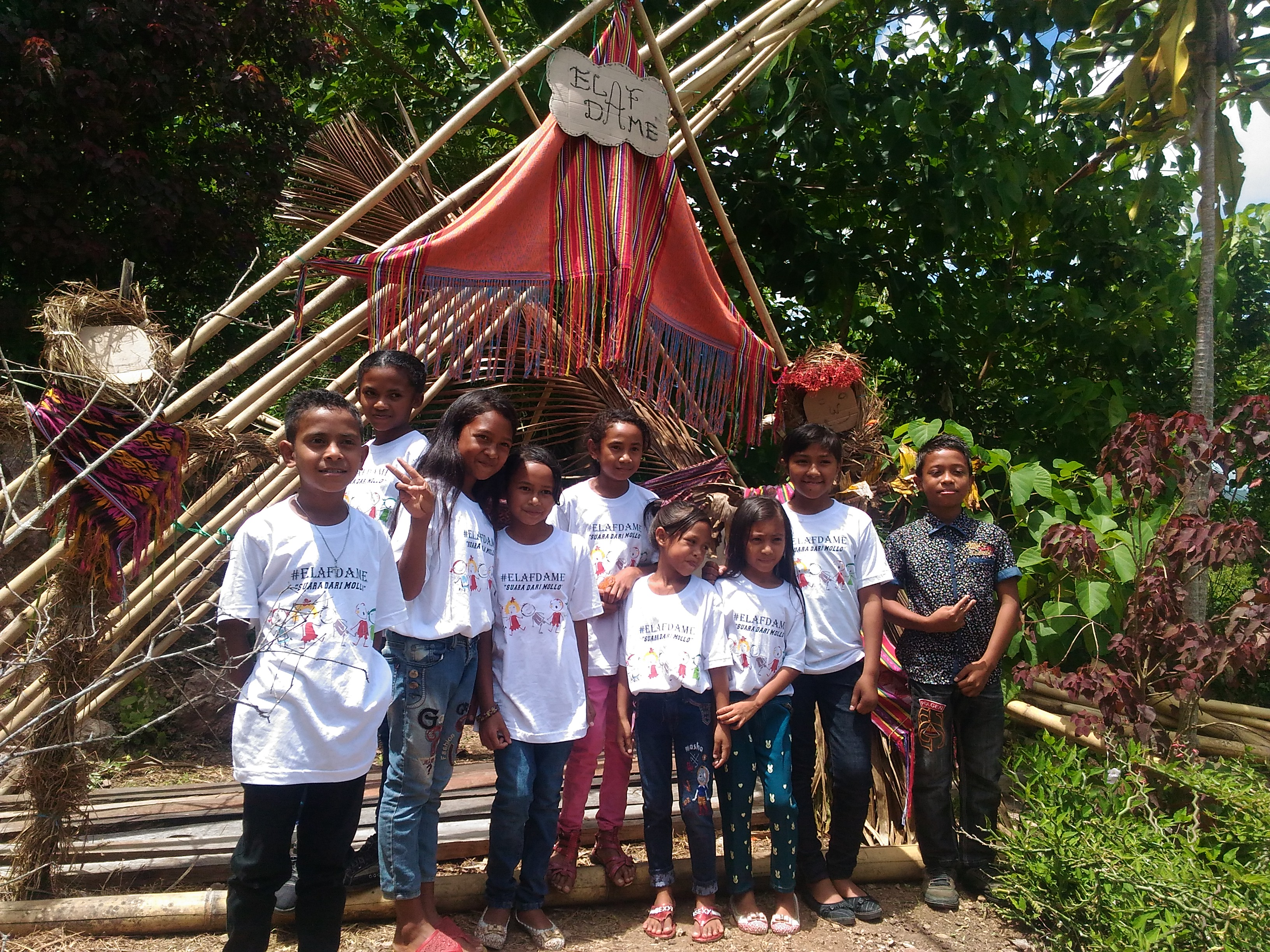
Groep kinderen op het festival Elaf Dame, district Mollo Utara.
Huis in aanbouw te Soë, 1947.
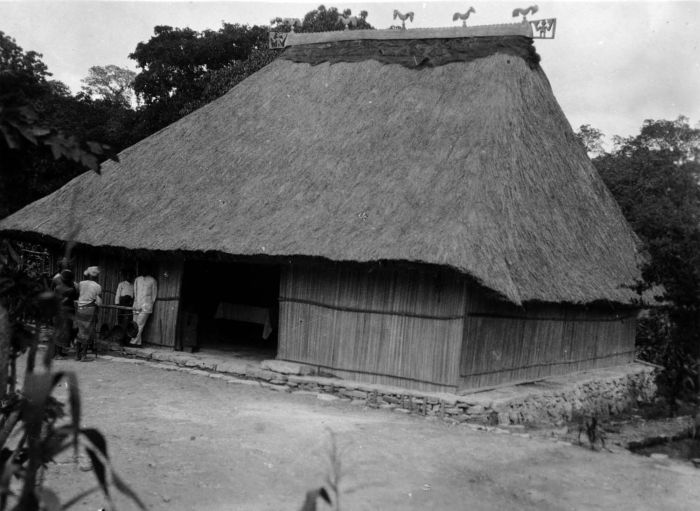
Het huis van de Raja van Niki-Niki.
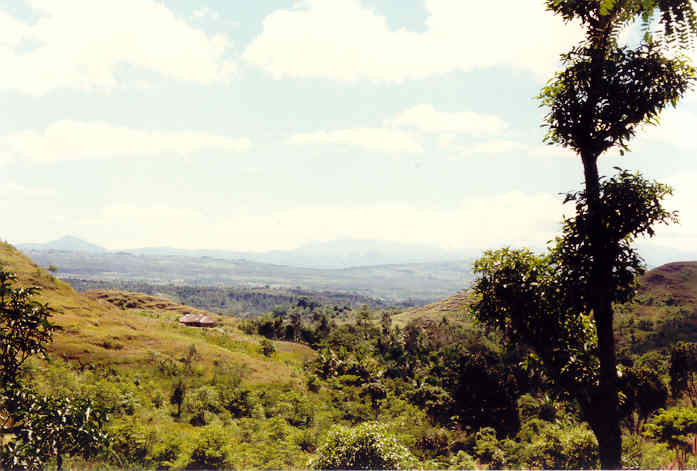
Landschap in de regentijd, district Amanuban Barat.
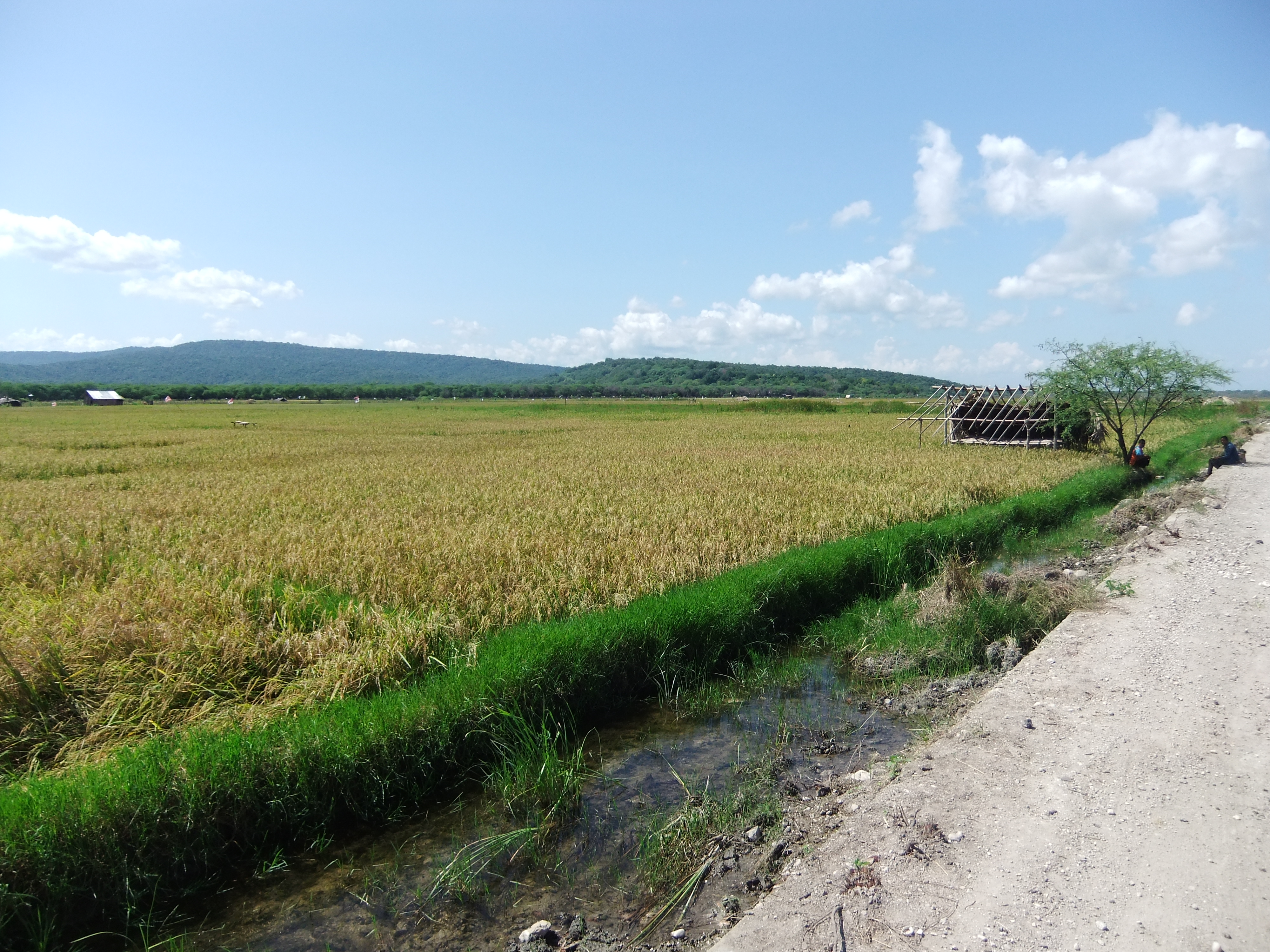
Landschap met rijstveld.
Raja Pae Nope van Amanuban  met gevolg te paard, 1927.
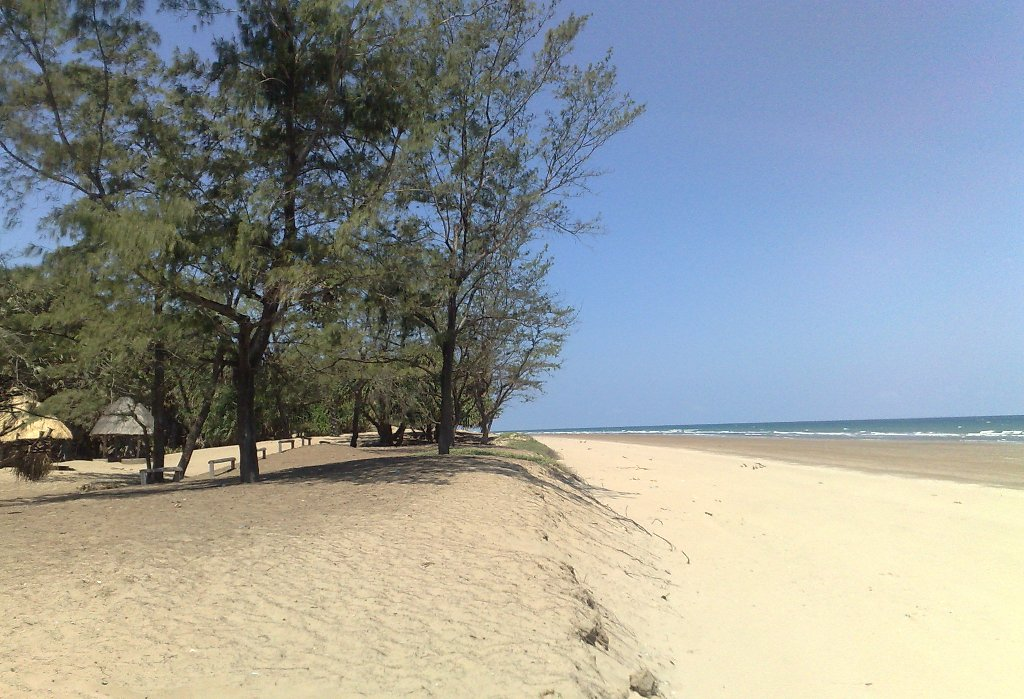
Strand bij Oetune, district Kualin.
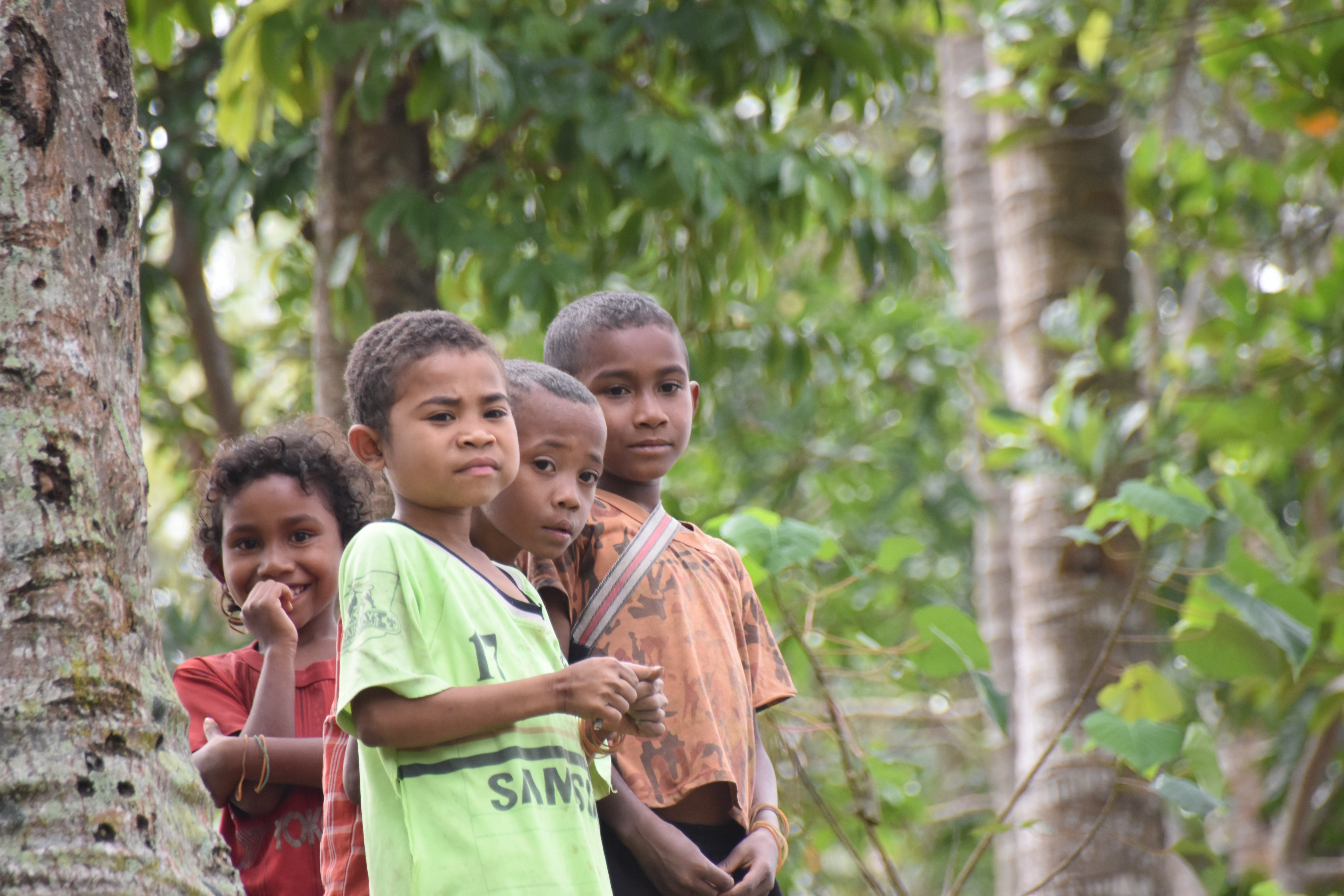
Groep kinderen, district Nunbena.